# Ivar Lignell
Ivar Allen Lignell, född 16 februari 1881 i Göteborgs Kristine församling, Göteborgs och Bohus län, död 27 december 1954 i Bromma kyrkobokföringsdistrikt, Stockholms stad, var en svensk seglare och idrottsledare. Han var sonson till Anders Lignell och far till Alicia Lundberg.

## Biografi
Lignell vann i segling 1916 och 1917 Öresundspokalen, 1918 Trindelnkannan och 1918 och 1919 Västkustpokalen. Han var styrelseledamot i Göteborgs Kungliga Segelsällskap 1908–1927 (vice ordförande 1926–1927), i Svenska Seglarförbundet 1913–1928 (vice ordförande 1928) och i Skandinaviska Seglarförbundet, till vilket Lignell var initiativtagare, 1915–1928 (ordförande 1925–1927). Han var 1900–1901 styrelseledamot i Göteborgs Idrottsförbund och i dess avdelning för tennis samt tog verksam del i tillkomsten av Ullevi tennishall 1901. Han var styrelseledamot i Göteborgs Golfklubb 1912–1925 (ordförande 1918–1925) och i Svenska Golfförbundet (sekreterare 1914–1916, ordförande 1923–1927). Lignell deltog i den första i Göteborg anordnade terränglöpningen på skidor, den 3 februari 1901, då han blev fyra. Han spelade i Göteborgs första representationslag i bandy vid den Nordiska vinteridrottsveckan i Oslo 1903, var funktionär vid den första tävlingen i backhoppning på skidor i Göteborg 1901 samt deltog även med framgång i Göteborgs första större tennistävlingar. Lignell redigerade tillsammans med Folke Stenberg och Kurt Zetterberg samlingsverket Svensk tennis (1938). Han utgav under Stockholmstiden även ett stort antal arbeten om de mest skiftande ämnen. Under Göteborgstiden hörde Lignell till grundarna av galleriet Ny konst 1918. Han vilar på Bromma kyrkogård.